# Weit weg!
Weit weg! ist das dreizehnte Lied der CD Bitte ziehen Sie durch von der Hamburger Hip-Hop-Band Deichkind in Zusammenarbeit mit der Hamburger Sängerin Bintia.

## Inhalt
Es geht in dem Song darum, dass die Bandmitglieder ihre Freundin (Bintia) verlassen und alles Drumherum.

„Immer wenn du mich alleinlässt

Bin ich hier und du bist weit weg

Ich zweifel, ob sich das Gerede lohnt

Am Telefon, rede schon, rede schon, rede schon!“

## Musikvideo
Das Musikvideo orientiert sich sehr stark am Text. In dem Refrain, gesungen von Bintia, sieht man Bintia singend, und bei den Strophen, sieht man die Bandmitglieder.

## Chartplatzierungen
| ChartsChartplatzierungen | Höchstplatzierung | Wochen |
| ------------------------ | ----------------- | ------ |
| Deutschland (GfK)        | 67 (5 Wo.)        | 5      |

## Formate
CD Single
1. Weit Weg! (Radio Edit) – 3:57
2. Weit Weg! (I.L.L. Will Remix) – 4:56
3. Weit Weg! (Album Version) – 4:55
4. … und andere Prioritäten (feat. Eins Zwo) – 4:48